# ヤマサちくわ
ヤマサちくわ株式会社は、愛知県豊橋市に本社のある、ちくわをはじめとした魚肉練り製品を製造・販売している会社である。
2007年8月現在、愛知県内各地に直営店があるほか、静岡県、岐阜県大垣市、三重県四日市市にも直営店がある。また、直営の飲食店が愛知県豊橋市、豊川市、静岡県浜松市にある。

## 概要
ヤマサちくわは愛知県、特に豊橋市の名物の一つで、2004年度の愛知ブランドにも認定された。キャッチコピーは「昔も今も変わらぬ旨さ」「豊橋名産ヤマサのちくわ」。
様々な種類のちくわのほか、かまぼこやはんぺんなども製造している。
名称が類似している企業に兵庫県姫路市に本社のあるヤマサ蒲鉾がある。当社と同じく魚肉練り製品を製造販売している上に、社紋も同じであるが、両社は全くの無関係である。千葉県銚子市に本社のあるヤマサ醤油とも無関係である。

## 沿革
- 1827年（文政10年） - 創業者佐藤善作により、魚町において創業[1]。当初は魚問屋であり、商いの傍ら蒲鉾などに加工販売も行っていたという[1]。善作は金刀比羅宮参詣の折にちくわと出会い、これを持ち帰って製造に着手したといわれている[WEB 3]。
- 1866年（慶応2年）2月19日 - 3代目の佐藤市作により、練り物専業となる[1]。
- 1940年（昭和15年）11月 - 戦時体制下のため、豊橋市内43軒のちくわおよび蒲鉾業者が合同し、「豊橋水産食品有限会社」を結成[2]。
- 1945年（昭和20年）6月 - 豊橋空襲により本社を焼失[2]。
- 1946年 - 豊橋水産食品有限会社を株式会社ヤマサ商店に改組改称。
- 1961年（昭和36年）12月 - 豊橋市下地町橋口の新工場が操業開始[3]。従来の魚町の本社は本店とした[3]。
- 1964年（昭和39年）6月 - ヤマサちくわ株式会社に名称変更[4]。
- 1988年（昭和63年） - 学校法人利幸学園を設立。

## テレビCM
「豊橋名産ヤマサのちくわ」のテレビCMは、東海地方（静岡県を含む）において放映されるCMとして有名である。ただし、CMの最後に添えられる商品紹介の画像は、幾度か手直しが行われている。
内容は、徒歩で旅をしている「弥次さん喜多さん」が、飛んできたヤマサのちくわの包みを見つけて追いかける。すると突然0系新幹線が現われ、駅に停車し、車内から「弥次さん喜多さん」が降りてくる。2人の目の前には再びヤマサのちくわの包みが現れ、2人がそれに飛びつく。それに「昔も今も変わらぬうまさ」「これだ！豊橋名産ヤマサのちくわ」というナレーションが挿入されるというもの。CM本編は約10秒ほどであることから、一般的なテレビCMのフォーマットである15秒ないし30秒の時間の穴埋めのため、ちくわの商品カットの静止画で「贈り物に、是非どうぞ」などのナレーションが流れ、約5秒ないし20秒を消化している。かつては、本編後に「贈り物には、豊橋名産、ヤマサのちくわ」というスポットCMがセットで流れていた。

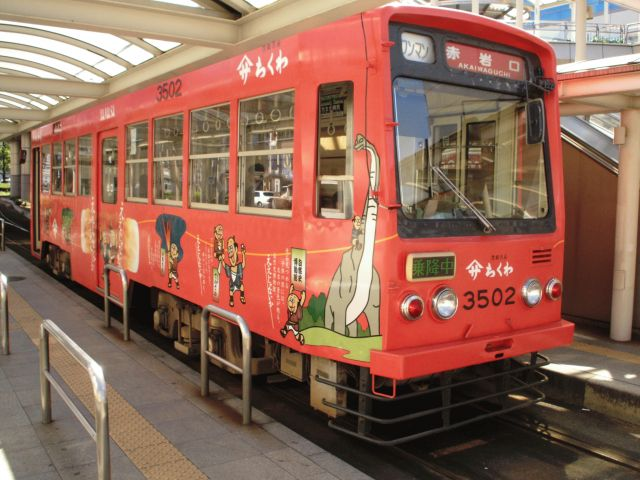
豊橋鉄道のラッピング車両

CMに登場する「弥次さん喜多さん」のイラスト看板は、豊橋駅や名古屋駅、中部国際空港で見られ、豊橋鉄道東田本線（豊橋市内電車）の路面電車にはこれをラッピング広告にした車両もある。
また、CBCラジオや東海ラジオ（午前中）では「豊橋名産、ヤマサのちくわ」とアナウンスする約3秒のラジオCMをスポット枠で放送している。

### 提供番組
- NNNストレイトニュース（中京テレビ）
- ANNニュース（メ～テレ）
- FNN東海テレビスーパーニュース（東海テレビ）
- JNNフラッシュニュース（CBC、一社提供）
- 天気予報（同上、一社提供）

## 関連法人
- 株式会社渥美魚市場
- 学校法人利幸学園 - 法人名は5代目佐藤利雄と幸代夫妻より。中部コンピュータ・パティシエ専門学校を経営。

## 備考
- 代表取締役会長の佐藤元英は、豊橋市に本部を置く学校法人利幸学園の理事長も務める。
- ヤマサちくわは、1970年からカニ身入りの蒲鉾を「かに道楽」との銘柄で販売してきたが、大阪市に本部を置くカニ料理店かに道楽がヤマサちくわを相手取り、名称の使用差し止めと45万円の損害賠償などを求めて大阪地方裁判所に提訴。その後2016年12月22日付で、ヤマサちくわ側が「かに道楽」の名称を使用しないことと、かに道楽側が損害賠償の請求を放棄することで和解が成立した[新聞 1]。